# Afamelanotid
Az afamelanotid (CUV-1647; EPT-1647; Melanotan I; Melanotan™; MT I; Scenesse) az α-melanocitákat stimuláló hormon szintetikus analógja, amelyet 2015. január óta Európában az eritropoetikus protoporfíriában (EPP) szenvedő emberek bőrkárosodásának megelőzésére használnak.
Az Arizonai Egyetemen fedezték fel, eredetileg barnítókrém hatóanyagának szánták. Az ausztrál Clinuvel cég további különböző indikációjú klinikai vizsgálatokat végzett vele (akné kezelése, az eumelanin expressziójára kifejtett hatása, a Hailey-Hailey kórkép terápiájában történő alkalmazás), majd az Európai Gyógyszerügynökség 2014. októberi támogató véleménye alapján az Európai Bizottság engedélyezte, mint az első szisztémás fényvédő gyógyszert.
Az interneten „melanotan” néven számos nem tesztelt és nem engedélyezett készítmény vásárolható, amelyet barnító és egyéb célokra forgalmaznak. A melanotan II szintén az α-melanocitákat stimuláló hormon szintetikus analógja, ami a melanogenezist indukálja. Ezeket a készítményeket a bőr alá kell beinjektálni a tökéletes barnaság elérése érdekében. Már számos felügyeleti hatóság figyelmeztetést adott ki, hogy ezek a készítmények nem biztonságosak és akár veszélyesek is lehetnek a fogyasztókra.

## Szerkezet és hatás
Az afamelanotid tizenhárom aminosavból álló peptid, amelyet először 1980-ban szintetizáltak az Arizonai Egyetemen az α-MSH analógjaként. Szerkezetét tekintve két aminosavcsere történt a 4-es (metioninról nor-leucinra) és a 7-es (l-fenilanalinról 
d-fenilalaninra) pozícióban a kiindulási vegyülethez képest. Ennek eredményeként az afamelanotid affinitása fokozott a melanokortin-1 receptorhoz (MC1R), ami viszont növeli a stabilitását, a hatásfokát és a felezési idejét. A melanocitákban és a bőrsejtekben az afamelanotid ugyanúgy kötődik a receptorhoz, mint az α-MSH. A melanokortin-1 receptor növeli a melanin szintézisét, ami számos folyamatban meghatározó szerepet tölt be, többek között az UV-fény elleni védelemben. Antioxidáns tulajdonsággal is rendelkezik, részt vesz a bőr szabad gyökök elleni védelmében, fokozza a DNS-javítási folyamatokat és szerepet játszik a gyulladásos folyamatok szabályozásában is. Ezáltal az afamelanotid hatékony kezelési lehetőség lehet az olyan fényérzékenységi rendellenségek estén, mint az eritropoetikus protoporfíria (EPP), a napallergia vagy a fény okozta dermatitisz (PMLE).

## Használat
A farmakokinetikai vizsgálatok azt mutatják, hogy az afamelanotid szubkután beadása esetén a biohasznosulása teljes, míg az orális és transzdermális adagolási módok csökkentik a plazmakoncentrációt.

## Indikáció
1. Eritropoetikus protoporfíria (EPP): örökletes rendellenség, amit fájdalmas fényérzékenység jellemez, a bőr megduzzadásához, kipirosodásához vezet. Kimutatták, hogy az afamelanotid jelentősen csökkenti a fototoxikus reakciókat és gyorsítja a regenerálódási időt az EPP-ben.[4]
2. Napallergia: krónikus fényérzékenység, napfény hatására a bőr elkezd viszketni, csalánkiütések jelennek meg rajta. Az afamelanotid hatással van a melanin pigmentizációjára, ami által a kiütések és a foltok hamarabb eltűnnek a bőr felszínéről.[5]
3. Fény okozta dermatitisz: a nap által ért bőrfelületen megjelenő hólyagok jellemzi. Azáltal, hogy az afamelanotid növeli a pigmentizációt a bőrben, így fényvédőként szolgálhat.[2]

## Mellékhatások
Az EPP-ben szenvedő betegeknél, akiknél terápiás szerként alkalmazzák az afamelanotidot, gyakori a fejfájás, hányinger. További gyakori mellékhatások közé tartozik a hátfájás, felső légúti fertőzés, étvágycsökkenés, szédülés, migrén, gyengeség, gyomorfájdalom, hasmenés, hányás, az injekció beadás helye körül viszkető érzés léphet fel.

## Immunogenitás
Az elmúlt években[pontosabban?] megfigyelték, hogy a biológiai gyógyszerek immunreakciókat válthatnak ki a kezelt betegekben. A 13 aminosavból álló afamelanotid 1647 Da molekulatömegű. Az alacsony súly csökkenti az esélyét annak is, hogy ellenanyagok termelését váltsa ki a szervezetben.